# Еталон високогірського смерекового насадження
Еталон високогірського смерекового насадження — ботанічна пам'ятка природи місцевого значення. Об'єкт розташований на території Надвінянського району Івано-Франківської області, Річанське лісництво, квартал 24, виділ 21.
Площа — 11,0000 га, статус отриманий у 1993 році.